# Бомбарда (рыбалка)

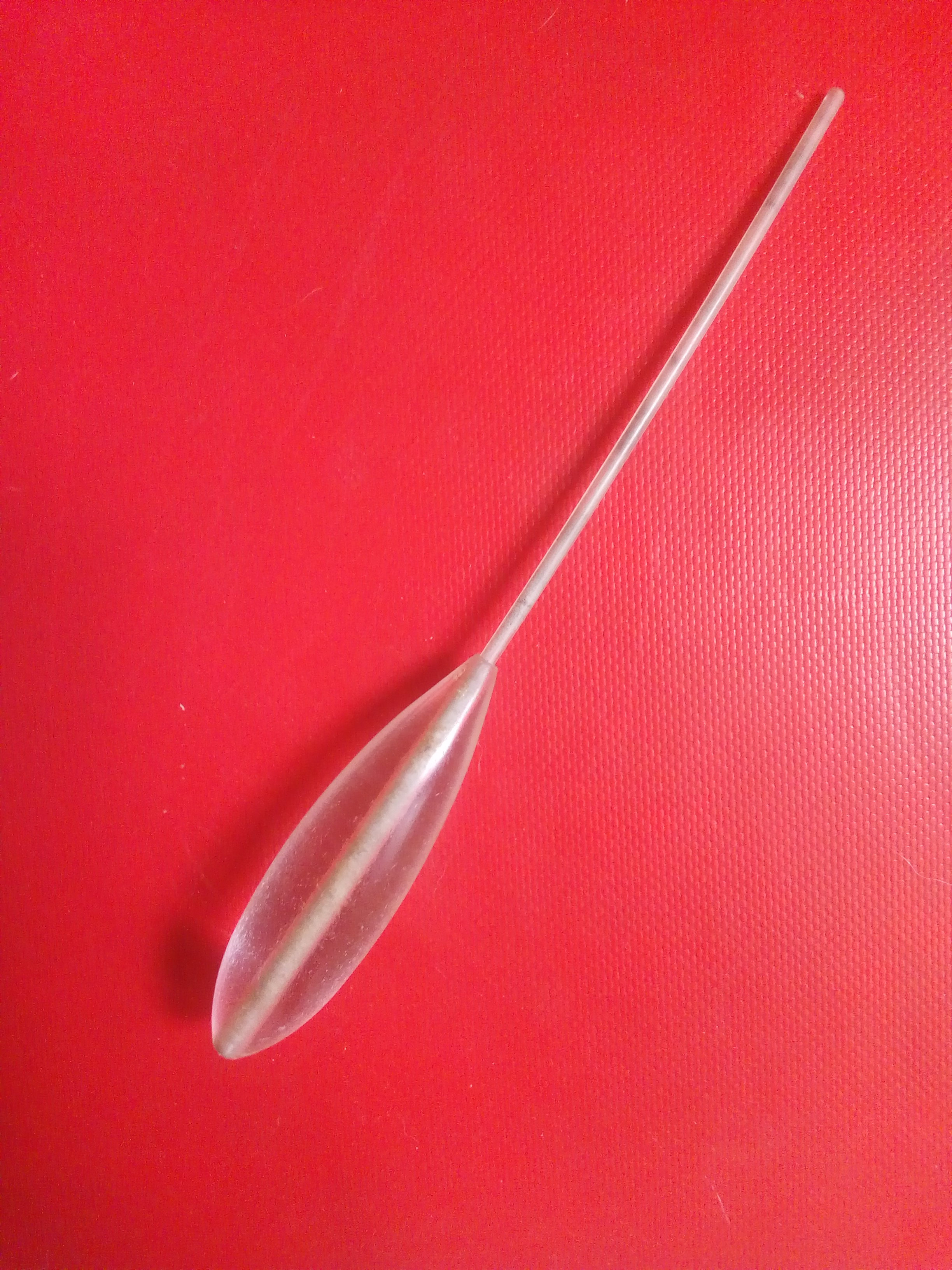
Поплавок-бомбарда

Бомба́рда (техника ловли) или Сбирули́но (техника ловли) — представляет собой объединение спиннингового и нахлыстового видов ловли рыбы. В ней используется удлинённое подобие спиннингового удилища повышенной «мягкости», сверхлёгкой приманки (мушка, ультралайтовые воблеры, живец (насекомые), тесто) и специального «тяжёлого поплавка», который часто называют бомба́рда.
В каталогах иностранных фирм наряду с названием «Bombarda» и «Sbirolino» могут использоваться наименования «Balerina», «Saltarello», «Bombetta», «Bomb».

## История
Сбирулино — один из самых молодых рыболовных стилей, который был изобретён в XX веке спортивной командой «Team Daiwa» в Италии. Изначально с помощью сбирулино ловили исключительно форель.

## Особенности техники ловли
В первую очередь название сбирулино относится к специальному тяжёлому поплавку. Поплавок-бомбарда позволяет забрасывать почти ничего не весящие приманки на 40—50 метров. По сути снасть сбирулино — это сплав спиннинга и нахлыста: от спиннинга взят принцип заброса с помощью катушки и тяжёлой приманки (в данном случае — тяжёлого поплавка), а от нахлыста — использование самых лёгких приманок, в том числе нахлыстовых мушек. На сегодняшний день словом сбирулино называют не только тяжёлый поплавок, но и специальные бомбардные удилища. Ловить на сбирулино можно фактически любую рыбу.

## Элементы снасти
Бомбарда состоит из удилища с пропускными кольцами, катушки, лески, тяжелого поплавка-сбирулино, иногда дополнительно грузила, поводка, крючка и приманки.

### Удилище
Бомбардное удилище длиннее спиннингового — от 3 до 4,5 метров, при этом намного мягче и легче его.

### Катушка
Специализированных катушек для сбирулино не требуетс.

### Леска
Любители сбирулино ловят достаточно осторожную рыбу, поэтому лучше использовать максимально незаметную, прозрачную леску.

### Поплавок-бомбарда
Тяжёлые поплавки бывают трех основных типов: плавающие, медленно тонущие и быстро тонущие. Применяются они для ловли в разных слоях воды.

### Грузила
Грузила при ужении на сбирулино используются для дополнительного заглубления приманки, например, при облавливании омута или при проводке у самого дна.

### Крючок и приманка
Бомбардой можно ловить как на искусственную приманку, так и на естественную насадку. Для естественных насадок (насекомых и их личинок, теста) чаще всего используются одинарные крючки.